# Cichówka
Cichówka – dopływ Skarlanki. Odwadnia jeziora Ciche i Zbiczno, po czym uchodzi do jeziora Strażym. Jego długość wynosi 5,3 km.